# Inundació zancliana
La inundació zancliana o diluvi zanclià és una inundació teoritzada que podria haver emplenat la conca de la Mediterrània fa 5,33 milions d'anys. Aquesta inundació va posar fi a la crisi salina del Messinià i va tornar a connectar la mar Mediterrània amb l'oceà Atlàntic, encara que és possible que fins i tot abans de la inundació hi hagués connexions parcials amb aquest oceà. La reconnexió marca el començament de l'era Zancliana.

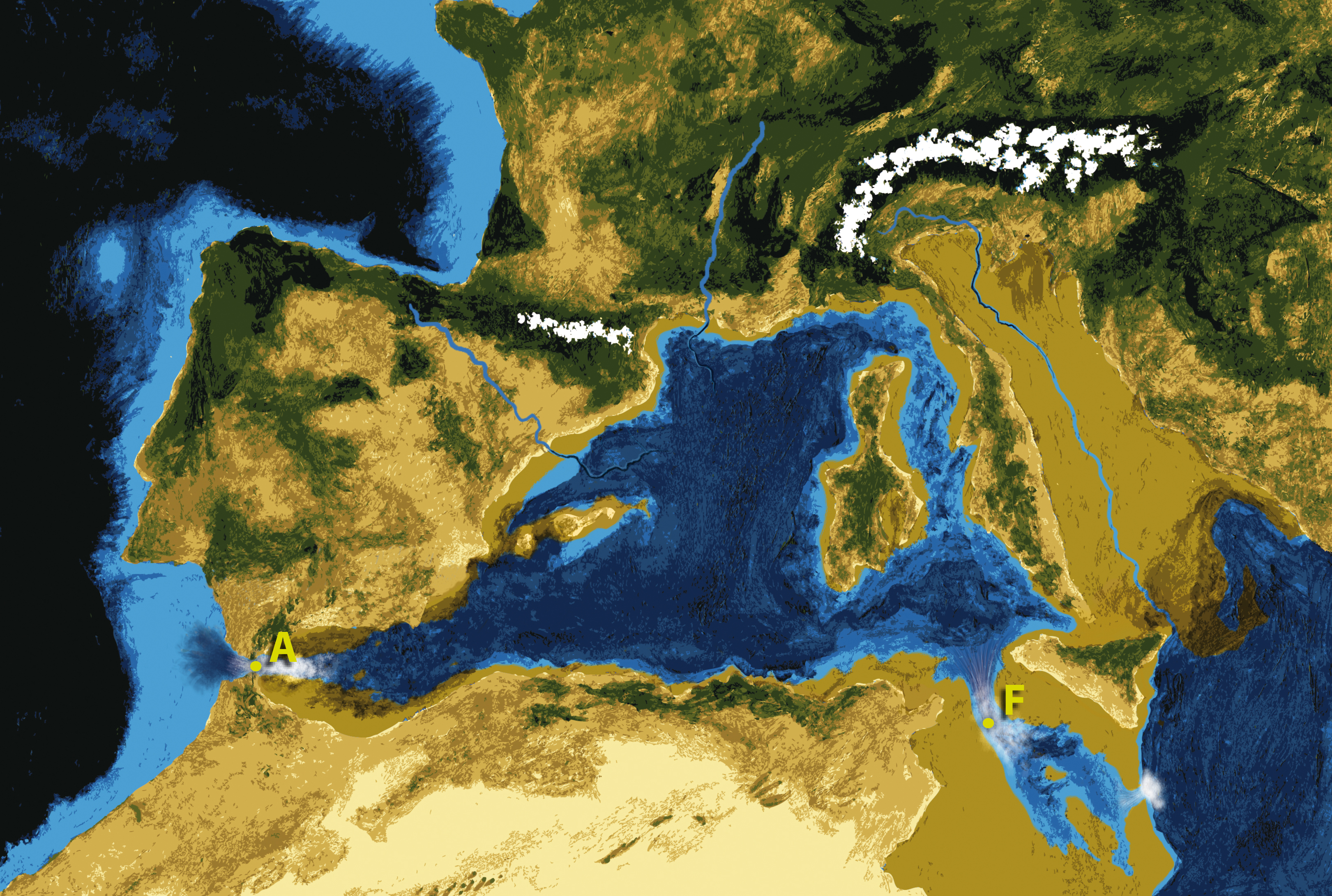
Interpretació artística de la inundació de la Mediterrània a través de l'estret de Gibraltar (A) i l'estret de Sicília (F) fa uns 5,3 milions d'anys
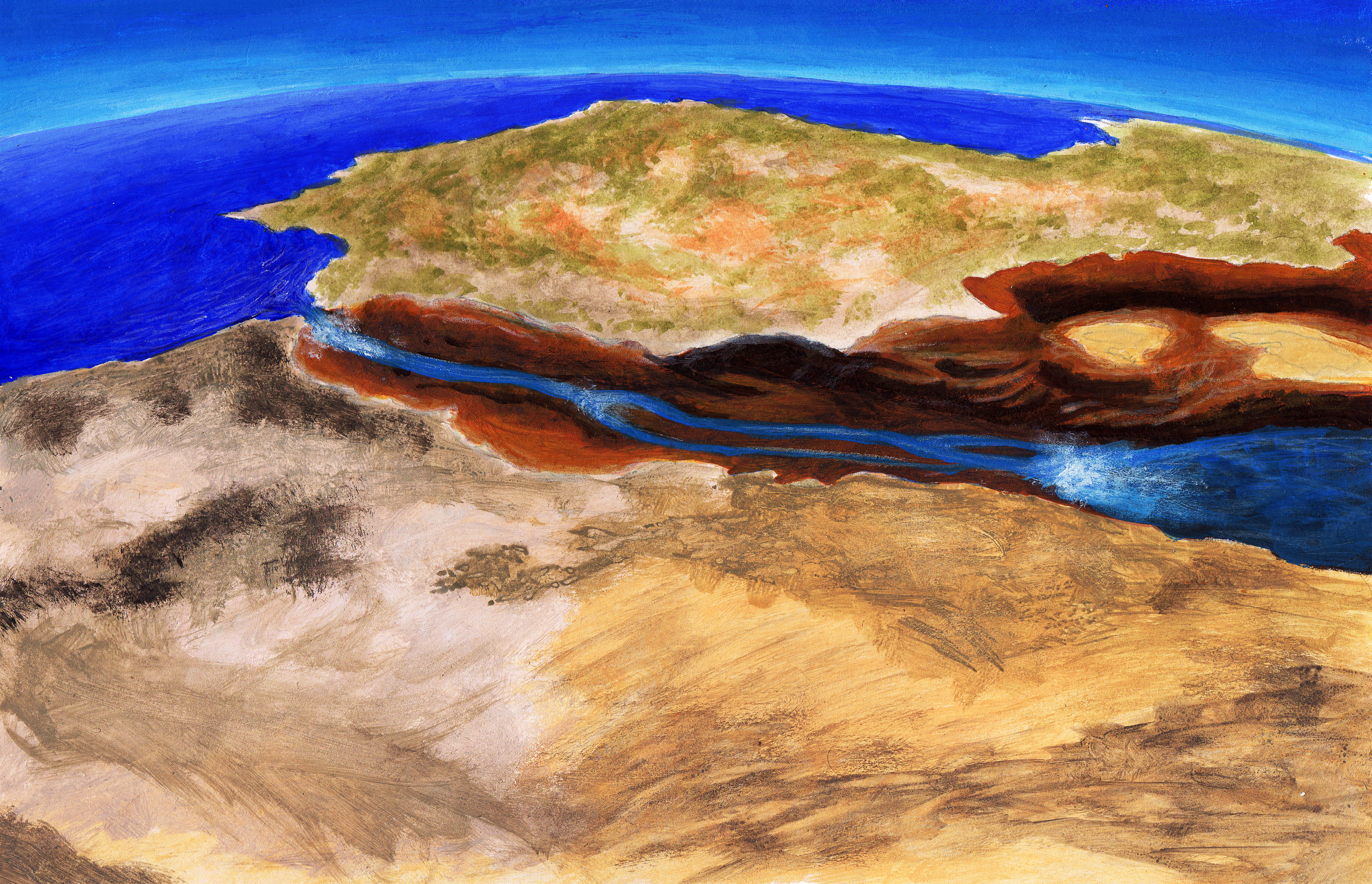
Interpretació artística de la inundació de la Mediterrània a través de l'estret de Gibraltar

Segons aquest model, l'aigua de l'oceà Atlàntic emplenaria la conca seca de la Mediterrània a través de l'actual estret de Gibraltar. La conca mediterrània es va inundar principalment durant un període estimat entre diversos mesos i dos anys. L'elevació del nivell del mar a la conca pot haver assolit velocitats superiors als deu metres per dia. Basant-se en les característiques d'erosió preservades fins als temps moderns sota el sediment del Pliocè, investigadors com García-Castellanos estimen que l'aigua es va precipitar cap avall en una caiguda de més d'un quilòmetre amb una descàrrega de fins a 2 × 108 m³/s, aproximadament mil vegades la de l'actual riu Amazones. Els estudis de les estructures subterrànies de l'estret de Gibraltar mostren que el canal d'inundació va baixar de manera força gradual cap al fons de la conca en lloc de formar una cascada pronunciada.
No tots els estudis científics han estat d'acord amb la interpretació catastrofista d'aquest esdeveniment. Alguns investigadors han estimat que la restauració d'una conca mediterrània «normal» després de l'episodi del «Llac Mare» messiniana es va produir de manera molt més gradual, durant un període de fins a 10.000 anys.

## Context

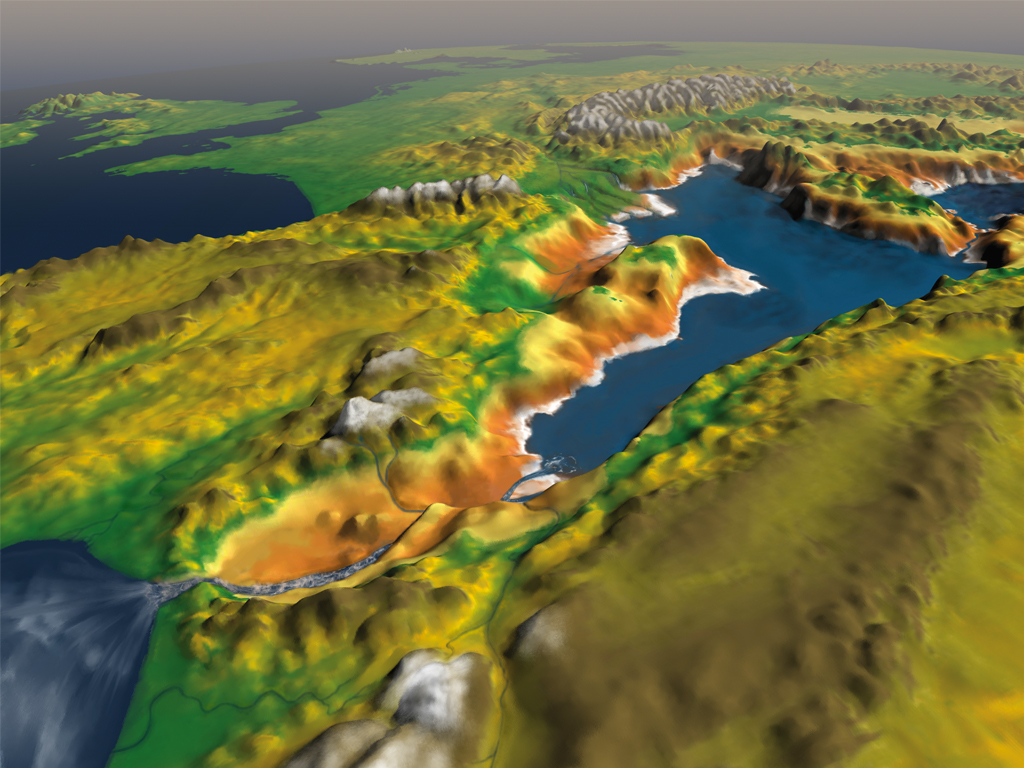
Interpretació artística de la inundació de la Mediterrània a través de l'estret de Gibraltar (vista des del sud-oest de l'estret)

La història geològica de la Mediterrània es regeix per una tectònica de plaques en què intervenen la placa africana, la placa aràbiga i la placa euroasiàtica que va encongir la mar de Tetis prèviament existent fins que la seva part occidental es va convertir en l'actual Mediterrània.
Per raons no clarament establertes, durant l'últim Miocè la Mediterrània es va separar de l'oceà Atlàntic i es va assecar parcialment quan es van tancar els corredors del Guadalhorce i del Rif que havien connectat prèviament la Mediterrània amb l'Atlàntic, desencadenant la crisi salina del Messinià amb la formació de grans dipòsits de sal a l'antic llit marí i l'erosió dels talussos continentals. El Nil i el Roine van tallar profunds canons durant aquest temps. Els nivells d'aigua a la Mediterrània es van reduir en quilòmetres; la magnitud exacta de la baixada del nivell i si era simètrica entre la Mediterrània occidental i la Mediterrània oriental és incerta; és possible que els dos mars romanguessin interconnectats al fons de la Mediterrània.
La presència de peixos atlàntics als jaciments del Messinià i el volum de sal que es va dipositar durant la crisi salina del Messinià implica que hi va haver algun flux romanent des de l'Atlàntic cap a la Mediterrània fins i tot abans de la inundació zancliana. Ja abans de la inundació zancliana, l'augment de les precipitacions i de l'escolament havia reduït la salinitat de la mar romanent, amb una mica d'aigua suposadament originada al nord de la Mediterrània de Paratetis.

## L'esdeveniment
La inundació zancliana va passar quan es va obrir l'estret de Gibraltar. L'enfonsament tectònic de la regió de Gibraltar pot haver abaixat la làmina fins que es va trencar. El succés desencadenant exacte no es coneix amb certesa; es discuteix si van ser les falles o l'augment del nivell de la mar. La hipòtesi més àmpliament acceptada és que una riera que desembocava a la Mediterrània va erosionar a través de l'estret de Gibraltar fins a capturar l'oceà Atlàntic i que l'estret no existia abans d'aquest fenomen d'erosió.
Durant la inundació, un canal format a través de l'estret de Gibraltar, que comença al llindar de Camarinal a l'estret de Gibraltar, es divideix al voltant del banc Vescomte d'Eza de la mar d'Alborà i finalment es connecta amb el canal d'Alborà abans de dividir-se en diversos ramals que acaben a la conca Algeria-Balear. El canal té una forma d'U a la seva regió de partida, cosa que és consistent amb la seva formació durant una inundació gegantina. No obstant això, el sector del canal zanclià que passa pel llindar de Camarinal pot tenir un origen diferent.
Si la inundació zancliana va ocórrer gradualment o com un esdeveniment catastròfic és motiu de controvèrsia. La magnitud d'una inundació catastròfica ha estat simulada amb models. Un model unidimensional suposa una inundació catastròfica de més de 10-100 sverdrup. Una altra estimació suposa que després de la primera bretxa del llindar, l'aigua corrent va erosionar el llindar i va formar el canal a través de l'estret de Gibraltar, augmentant el flux d'aigua, cosa que va incrementar l'erosió fins que els nivells d'aigua van pujar prou a la Mediterrània per frenar la inundació. Sota aquest escenari, un màxim de descàrrega de més de 100.000.000 de metres cúbics per segon va ocórrer amb velocitats d'aigua de més de 40 metres per segon; aquests cabals són aproximadament mil vegades més grans que la descàrrega del riu Amazones i deu vegades més grans que les inundacions Missoula. Aquesta inundació hauria baixat per una rampa relativament suau cap a la conca mediterrània, no com una gegantina cascada. Les simulacions posteriors que utilitzen una geografia més explícita limiten el flux a uns 100 sverdrup, cosa que equival a uns 100.000.000 de metres cúbics per segon. A més, indiquen la formació de grans girs a la mar d'Alborà durant la inundació i que la inundació va erosionar el llindar de Camarinal a un ritme de 0,4-0,7 metres per dia. La mida exacta de la inundació depèn dels nivells d'aigua previs a la inundació a la Mediterrània, els nivells d'aigua més alts donarien resultat a una inundació molt més petita.
Al principi la inundació només va afectar la Mediterrània occidental, perquè el llindar de Sicília (situat a l'actual estret de Sicília) formava una barrera que separava la seva conca de la conca de la Mediterrània oriental; a més, és possible que en aquell moment existís un llindar a l'est de la mar d'Alborà. Tot i que al principi se suposava que l'ompliment de la Mediterrània oriental hauria portat milers d'anys, les estimacions posteriors de la mida del canal de l'estret de Gibraltar donaven a entendre que s'hauria trigat molt menys, potencialment menys d'un any, a tornar-se a connectar. Un estudi del 2018 suggeria que la Mediterrani va revertir les pèrdues d'aigua en uns dos anys.
Una gran inundació no és l'única explicació per a la reconnexió de la Mediterrània amb l'Atlàntic i els canvis mediambientals concomitants; també és possible una inundació més gradual de la Mediterrània, inclosa la inundació mitjançant altres fonts d'aigua. L'absència d'inundacions catastròfiques està recolzada per les proves geològiques trobades al llarg del marge sud de la mar d'Alborà. No obstant això un estudi realitzat al gener de 2018 per científics de la Universitat de Malta, publicat a la revista Scientific Reports, va presentar evidències geològiques que la inundació catastròfica va ser realment la responsable. L'estudi, dirigit pel geocientífic Aaron Micallef, va fer servir dades del fons marí entre la costa oriental de Sicília i Malta per identificar un cos de sediment que Micallef i els seus col·legues creuen que va ser empès cap a l'est a mesura que l'obertura de l'estret de Gibraltar causava un flux massiu d'aigua des de l'Atlàntic. La col·lecció de sediments que Micallef i els seus col·legues van observar era de 160 km de llarg, 95 km d'amplada, i fins a 900 metres de profunditat en algunes àrees, confrontant amb un penya-segat submarí de pedra calcària conegut com a escarpament de Malta.

### Datació
El moment de la inundació zancliana és incert, amb la possibilitat que fos fa al voltant de 5,33 milions d'anys; el final del Messinià/Miocé i el principi del Zanclià/Pliocè s'associa generalment a la inundació. La inundació zancliana principal pot haver estat precedida per una inundació anterior més petita, i la presència de terrasses d'aigües profundes ha estat utilitzada per inferir que l'ompliment de la Mediterrània va ocórrer en diverses fases. L'ompliment complet de la Mediterrània pot haver durat al voltant d'una dècada.

## Conseqüències
La inundació zancliana va crear l'estret de Gibraltar; és qüestionable que els moviments tectònics o les erupcions volcàniques haguessin pogut crear l'estret per ells mateixos, ja que els límits de les plaques principals no travessen l'estret i hi ha poca activitat sísmica a la seva àrea. La morfologia actual de l'estret es caracteritza per dos llindars, el llindar de Camarinal (amb una profunditat màxima de 284 metres), i el llindar d'Espartel (més a l'oest i una mica més profund); la part més estreta de l'estret és a l'est de qualsevol dels dos llindars, i aquesta part més estreta és considerablement més profunda. És possible que aquests llindars es formessin després de la inundació pel moviment induït per la gravetat del terreny veí.
La inundació zancliana va causar un canvi important en el medi ambient de la conca mediterrània; els trets continentals del «Llac Mare» van ser reemplaçats pels dipòsits d'aigües profundes del Zanclià, cosa que pot haver afectat el clima global, tenint en compte que la inundació molt més petita que es va provocar quan el llac Agassiz es va drenar va desencadenar un període fred.
L'augment del nivell del mar va fer que el riu Nil, de profundes incisions, es convertís en una ria fins a Assuan, a 900 km de la moderna costa mediterrània. La inundació zancliana va provocar l'aïllament final de nombroses illes mediterrànies com Creta, causant l'especiació dels animals que s'hi trobaven. D'altra banda, la formació de l'estret de Gibraltar va impedir que els animals travessessin entre Àfrica i Europa. A més, la reconnexió va permetre que animals marins com els cetacis i els seus avantpassats i els pinnípedes colonitzessin la Mediterrània des de l'Atlàntic. S'han obtingut proves de les inundacions en sediments del Zanclià, tant en sondejos geotècnics com en sediments que posteriorment van ser elevats per sobre del nivell del mar. Una superfície d'erosió aguda separa la superfície d'inundació pre-zancliana dels dipòsits més joves, que són sempre d'origen marí. Les velocitats a què es va omplir la Mediterrània durant la inundació van ser més que suficients per desencadenar un sisme induït substancial. Els grans esllavissades resultants, dels quals s'han trobat proves a la conca d'Algesires, n'hi hauria hagut prou per crear tsunamis de gran magnitud amb onades de fins a cent metres d'alçada.

## Inundacions semblants
Inundacions similars han passat en altres parts de la Terra al llarg de la història; exemples inclouen la inundació Bonneville a Amèrica del Nord, durant la qual el llac Bonneville es va desbordar a través del pas de Red Rock cap a la conca del riu Snake, així com la hipòtesi de la inundació de la mar Negra que postula una inundació des de la Mediterrània cap a la mar Negra a través del Bòsfor.

## La inundació zancliana en la cultura popular
Com que l'esdeveniment va ser molt abans de l'aparició de l'home (el gènere Homo no va aparèixer fins 2,5 milions d'anys després), la inundació zancliana és difícil d'escenificar malgrat l'espectacular aparició inspirada en la idea d'un vessament de l'oceà Atlàntic a la mar Mediterrània (encara que aquesta naturalesa espectacular a escala de temps humana encara es debat). No obstant això, la cultura popular s'ha apropiat d'aquest esdeveniment geològic utilitzant diversos artificis.
Així, l'any 1975, l'escriptor de ciència-ficció estatunidenc Poul Anderson va dedicar a aquest esdeveniment un relat breu de la seva sèrie «The Time Patrol». En aquest relat curt titulat Les cascades de Gibraltar, els patrullers del temps, que donen nom a la sèrie, busquen salvar un dels seus que va caure a la cascada creada per les aigües de l'oceà Atlàntic que ompliran la conca mediterrània mentre estudiaven el fenomen gràcies al seu domini del viatge en el temps.
L'any 2002, a la seva novel·la Evolution, que imagina l'evolució de la nostra espècie des dels seus avantpassats, fa 65 milions d'anys, fins als seus descendents, 500 milions d'anys en el futur, l'escriptor britànic de ciència-ficció Stephen Baxter explica la història de Capo, un dels els nostres avantpassats simis, de fa 5 milions d'anys, a la costa del nord d'Àfrica. Durant el seu viatge nòmada que el va portar a través del que avui és la Mediterrània, aleshores parcialment dessecat, Capo va veure un dia, a la llunyania, des del cim d'un promontori, un «núvol escumós» que va resultar ser «les cascades més poderoses de la Terra - amb una potència i un cabal equivalents a mil cascades del Niàgara» a la ubicació de l'actual estret de Gibraltar.